# M1909/30 152mm榴弾砲

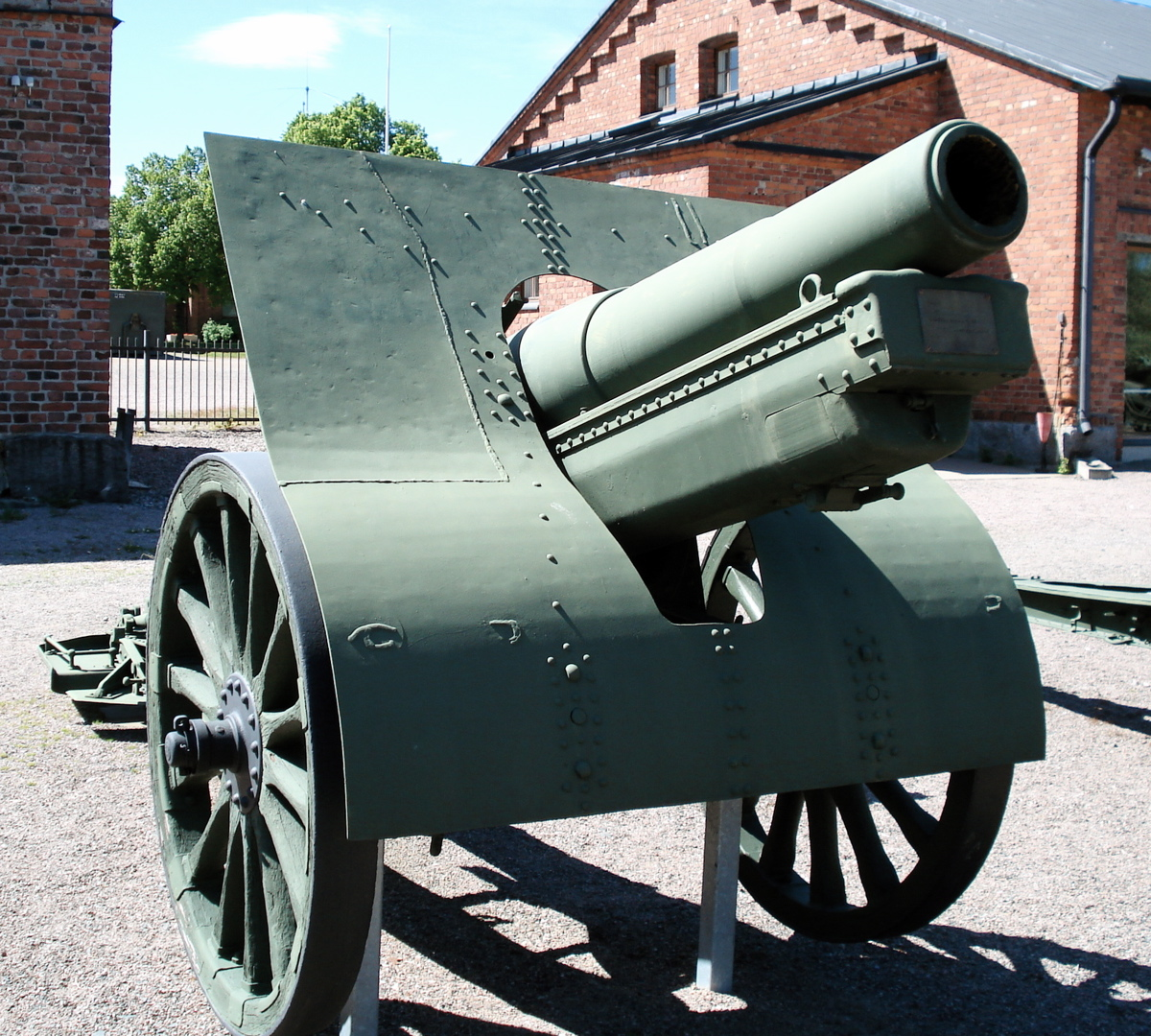
M1909/30 152mm榴弾砲

M1909/30 152mm榴弾砲（ロシア語：152-мм гаубица обр. 1909/30 гг.）とは、第一次世界大戦前にロシア帝国が採用したM1909 152mm榴弾砲をソビエト連邦が改良した榴弾砲である。独ソ戦勃発時点において赤軍が保有していた152mm榴弾砲の中では最も保有数が多かった。

## 開発
1920年代末、赤軍はロシア帝国時代から保有していた第一次世界大戦期の各種火砲に対して近代化改修を行うことを決定した。その計画の一環として、フランスのシュナイダー社が設計したM1909 152mm榴弾砲も近代化されることになった。射程延伸のために薬室を拡大して装薬量を増強したが、初速が395m/sを超えると砲架が損傷するため実験的にマズルブレーキが装着されたが実用化には至らなかった。
1930年には薬室を拡大するとともに尾栓に改良を加え、仰角を大きくとれるように改良された。さらに一部の砲は車輪を木製のものから接地面にゴムを張り付けた金属製のものに取り換えられた。この改良を受けた砲はM1909/30 152mm榴弾砲として採用された。

## 概要
M1909/30は典型的な短砲身型榴弾砲である。分離薬莢式の火砲であり、上記のように初速も向上し仰角もM1909の20°から41°にまで増加しているため、射程も延伸されたと思われる。
しかし、あくまでも第一次世界大戦時代の砲を改良したものに過ぎないため、根本的に時代遅れな部分も多かった。単脚式の砲架であるために水平射角が狭く、柔軟な火力支援は難しかった。車輪は木製か金属製のものであり、車軸にサスペンションもないため自動車による高速牽引は不可能であり、後の戦争における機械化部隊による電撃戦への適応度も低かった。

## 運用
M1909/30は1939年のノモンハン事件において初めて実戦投入され、冬戦争でも運用された。独ソ戦勃発直前の6月1日時点においても赤軍は、新型のM-10 152mm榴弾砲の2倍に当たるM1909/30を約2,500門保有していた。戦争勃発直後に製造は打ち切りとなり戦争序盤の劣勢期に多数が破壊ないしは鹵獲されて失われ、1943年以降はD-1 152mm榴弾砲に順次更新されていったが終戦まで運用は続けられた。
ドイツ国防軍は独ソ戦の序盤において多数のM1909/30を鹵獲し、15,2 cm sFH 445(r).（ロシア製445型 15.2cm重榴弾砲）の名で制式採用したがその大半は東部戦線で運用されずに、沿岸防衛用に大西洋の壁へ配置された。
フィンランド国防軍は冬戦争において14門、継続戦争の序盤でさらに85門を鹵獲して152 H/09-30の制式名を与えて採用しソ連との戦闘に使用した上、戦後も砲兵の訓練用として1980年代まで運用が続けられた。

## スペック
- 口径：152.4mm
- 全長：5.84m（牽引時）
- 全幅：1.89m
- 重量：2,810kg（戦闘時）/3,270kg（牽引時）
- 砲身長：2,160mm（14口径、薬室を含む）
- 仰俯角：0°~+41°
- 左右旋回角：2°50′
- 運用要員：8名
- 発射速度：5~6発/分（最大）
- 射程：8,850m（標準榴弾）
- 生産期間：1931年~1941年
- 生産総数：2,550門~2611門